# Unión Deportiva Unificación Bellvitge
La Unión Deportiva Unificación Bellvitge és un club de futbol del barri de Bellvitge de l'Hospitalet fundat l'any 1986 de la fusió d'altres dos clubs, la Peña Bética de Bellvitge i la Agrupación Deportiva Bellvitge-Norte. Esteban Cáceres va ser el president fundador. També han presidit el club, Domingo Moreno, Matías Camacho, Andreu Nicolás, Antonio García Trujillo i Ángel Moya, actual president. Juga els seus partits al Camp Municipal de futbol de la Feixa Llarga.
Els èxits esportius més destecables de l'entitat son dos ascensos a la divisió d'honor juvenil al maig del 2016 i al maig del 2021. El club es caracteritza per fomentar el futbol formatiu, l'inclusiu i el femení.